# NGC 3935
NGC 3935 је спирална галаксија у сазвежђу Велики медвед која се налази на NGC листи објеката дубоког неба.
Деклинација објекта је + 32° 24' 16" а ректасцензија 11h 52m 23,9s. Привидна величина (магнитуда) објекта NGC 3935 износи 13,3 а фотографска магнитуда 14,1. NGC 3935 је још познат и под ознакама UGC 6843, MCG 6-26-49, CGCG 186-61, KUG 1149+326, PGC 37183.